# Национален отбор по водно спасяване на България
Национален отбор по водно спасяване на България е сформиран от БЧК и е неразривно свързан с развитието на водното спасяване в България. Дейностите в тази сфера се реулират от Правилник и съответната наредба за водноспасителната дейност и обезопасяването на водните площи.
Началото на тази дейност се поставя със сформирането на първата организирана водноспасителна команда в град Русе през 1901 г. Първият награден воден спасител в страната е Христина Хранова декорирана през 1907 г. със сребърен орден „За гражданска заслуга“ за нейната акушерска и водоспасителна дейност във Варна. По време на пребиваването си в град Варна, където работи дълги години като акушерка, тя е спасила от удавяне 54 души. Тя е първата жена документално доказан воден спасител в света. През 1908 г. тя преплува разстоянието от Варна до нос Галата.
Представителният и младежкия български национални отбори по водно спасяване са учредени към Водноспасителната служба на Българския червен кръст се изпращат на международните шампионати в дисциплините хвърляне на спасителен пояс, на спасителна топка, плуване 200 м. с препятствия, спасяване с лодка и извличане на манекен от басейн. Първият републикански преглед, проведен във Варна през 1965 г. поставя началото на състезателната дейност в България, като част от организирането на цялостната дейност по водно спасяване. На този преглед в състезателните дисциплини взимат участие само мъже – 82 души от 26 спасителни команди, представящи 21 окръга. Жените се включват 3 години по-късно. Водноспасителната служба към БЧК става член на Международната федерация по водно спасяване FIS (Federation Internationale de Souvetage) през 1967 г.
Българския национален отбор по водно спасяване се подготвя целогодишно и участва в организирането от федерацията FIS Световни и Европейски шампионати, както и на Националния турнир по водно спасяване „Любен Кантарджиев“. Освен  различните други призови отличия, Националните отбори по водно спасяване имат спечелени седем индивидуални и шест отборни световни титли. 21-вото издание през 2023 г. на Националния турнир по водно спасяване „Любен Кантарджиев“ събира 161 състезатели, разделени в пет възрастови групи, от 10 клуба. Участват отбори от Велико Търново, София, Севлиево, Враца и Плевен. Организатори и партньори на турнира са Областен съвет на БЧК – Велико Търново, Дирекция „Водноспасителна служба“ към БЧК, Дружество на водните спасители, Плувен клуб „Етър“, Община Павликени и Туристическо дружество „Трапезица – 1902“.
| Световен шампион       | Димитър Статев        | Залцбург СП 1967          |
| Световен шампион       | Юлиян Русев           | Варна СП 1970, 1972, 1973 |
| Световен шампион       | Валя Антонова         | Варна СП 1970             |
| Световен шампион       | Стоян Андонов         | София СП 1981             |
| Световен шампион       | Емилия Юрукова        | София СП 1981             |
| Световен шампион       | Теодора Томова        | Варшава СП 1983           |
| Европейски шампион     | Мария Златкова        | Аликанте ЕП 2011          |
| Европейски шампион     | Росица Янакиева x 3   | Брюж ЕП 2023              |
| Европейски шампион     | Моника Вучева + x 2   | Брюж ЕП 2023              |
| Европейски шампион     | Веселина Борисова     | Брюж ЕП 2023              |
| Европейски шампион     | Веселин Митрев + x 2  | Брюж ЕП 2023              |
| Европейски вицешампион | Веселин Василев + x 4 | Брюж ЕП 2023              |

| Световен шампион   | СП 1967, 1970, 1973, 1981 |
| Европейски шампион | ЕП 1982, 1988             |
| Трето място        | ЕП 2002                   |